# ألينا إبراخيموفا
ألينا ريناتوفنا إبراخيموفا (الروسية: Али́на Рина́товна Ибраги́мова) (مواليد 28 سبتمبر 1985 في بوليفسكوي)، هي مغنية روسية، مُتخصصة بالعزف على الكمان وبدأت مسيرتها الفنية عام 1998. حصلت على رتبة الإمبراطورية البريطانية سنة 2016 من الملكة إليزابيث الثانية.

## حياتها
ولدت إلينا لعائلة باشكيرية في مدينة بوليفسكوي، وكانت عائلتُها موسيقية حيثُ كان والدها عازف على الكمان الأجهر. بدأت بالعزف على الكمان وهي بعمر 4 سنوات، ثم التحقت بكلية ولاية غنيسن الموسيقية في موسكو، وهي بسن 6 سنوات بدأت بالعزف مع فرق موسيقية مختلفة، بما في ذلك أوركسترا مسرح البولشوي.
عندما بلغت إلينا سن العاشرة سنة 1996، تولى والدها «رينات إبراغيموف» منصِب عازف الكمان الجهير الرئيسي في أوركيسترا سيمفونية لندن؛ لذلك انتقلت العائلة إلى إنجلترا